# François Poux
François Jean Thierry Poux est un homme politique français né le 4 octobre 1779 à Montauban (Tarn-et-Garonne) et décédé le 27 février 1862 à Bressols (Tarn-et-Garonne).
Médecin, maire de Montauban, il est député de Tarn-et-Garonne de 1831 à 1832, siégeant dans l'opposition constitutionnelle.

## Sources
- « François Poux », dans Adolphe Robert et Gaston Cougny, Dictionnaire des parlementaires français, Edgar Bourloton, 1889-1891 [détail de l’édition]